# Yanesen
 (juillet 2025).
Si vous disposez d'ouvrages ou d'articles de référence ou si vous connaissez des sites web de qualité traitant du thème abordé ici, merci de compléter l'article en donnant les références utiles à sa vérifiabilité et en les liant à la section « Notes et références ».
Yanesen (谷根千) est une appellation communément utilisée pour désigner une zone de Tokyo regroupant les quartiers de Yanaka (谷中), Nezu (根津) et Sendagi (千駄木). C'est aussi le nom d'une publication locale d'informations sur ce quartier publiée par Yanesen Kōbō entre 1984 et 2009.
Le nom Yanesen est la combination des premières syllabes des trois quartiers Yanaka, Nezu et Sendagi. Cette zone de Tokyo, bien que relativement centrale (étant située à l'intérieur de la ligne de train Yamanote, a été plutôt épargnée par les destructions de la 2de guerre mondiale et n'a pas connu de projets d'urbanisme de grande ampleur. C'est donc un quartier préservé qui a conservé l'atmosphère de l'ancien Tokyo. Yanesen est également célèbre pour être le quartier des conteurs de rakugo.

## MagazineYanesen
Le 15 octobre 1984 a paru le premier numéro du magazine Yanesen créé par Mayumi Mori (森 まゆみ), Hiromi Ōgi (仰木 ひろみ) et l'illustratrice Yoshiko Tsurumi (つるみよしこ). Ce magazine local fut un pionnier qui servit de modèle à un grand nombre de publications similaires dans toutes les régions du Japon. Partant du principe qu'il ne suffit pas que des jeunes gens se réunissent pour réussir le développement local, les créatrices de Yanesen se sont basées sur la transmission de l'histoire et la culture des trois quartiers ainsi que sur l'information de proximité pour participer au développement de la communauté et à la recherche de nouvelles valeurs. Le magazine était essentiellement distribué dans localement. Mori Mayumi a raconté les débuts du magazine dans son livre "L'Aventure de Yanesen" publié aux éditions Chikuma Bunko.
Entre 1985 et 1996, Yanesen a été primé trois fois au concours de presse locale NTT.
En 1992, le magazine a été récompensé par le Prix Suntory de l'action culturelle communautaire et en 1994, par le prix commémoratif Yamamoto Yûzô de la culture locale.
En 2003, la fille aînée de Mayumi Mori, Riko Kawahara se joint à l'équipe.
En 2007, le magazine annonce l'arrêt de la publication pour 2009.  Le 10 août 2009 paraît le numéro 93 qui devait être le dernier, mais un numéro spécial a finalement paru le 20 du même mois afin de publier des contenus qui n'avaient pas pu l'être précédemment.
Le bureau de Yanesen Kōbō a été maintenu afin d'assurer la conservation des archives.
Dans sa critique du livre Best of Yanesen, archives d'un quartier, publié peu avant l'arrêt de la parution du magazine, Akira Nagae attribue la notoriété de Yanesen obtenue tout en restant hors des circuits de distribution traditionnels à la qualité des contenus et à la sincérité de l'engagement. On peut ajouter que c'est grâce à ce magazine que Yanaka, Nezu et Sendagi sont devenus des quartiers touristiques et c'est ce qui a été le début de l'engouement pour les balades dans les quartiers populaires. 